# زیزور مایور
زیزور مایور (به اسپانیایی: Zizur Mayor) یک منطقهٔ مسکونی در اسپانیا است که در نابارا واقع شده‌است. زیزور مایور ۵٫۶ کیلومتر مربع مساحت و ۱۴٬۰۸۴ نفر جمعیت دارد و ۴۷۰ متر بالاتر از سطح دریا واقع شده‌است.